# Erne
Pour les articles homonymes, voir Erne (homonymie).
L'Erne (Irlandais : Abhainn na hÉirne ou An Éirne) est un fleuve du nord-ouest de l'Irlande.

## Géographie
Il s'écoule depuis le Beaghy Lough, 3 km au sud de Stradone dans le comté de Cavan ; il traverse plusieurs lacs, dont le Lough Gowna, le Lough Oughter, les Lough Erne supérieur et inférieur, le lac Assaroe et débouche dans l'océan Atlantique à Ballyshannon, dans le comté de Donegal, après un parcours d'environ 120 km, après avoir constitué la frontière irlandaise (ou the Irish border), sur 1,2 km. Sur environ 50 km entre Crossdoney et Enniskillen, le cours du fleuve est difficile à distinguer car il se confond dans un réseau de loughs, nichant entre les collines et drumlins du comté de Cavan et du sud du comté de Fermanagh.
Il est également connecté au Shannon par un canal navigable, le Shannon-Erne Waterway (en).
L'Erne est très populaire pour la pêche au saumon et à la truite, et de nombreuses pêcheries sont installées le long du fleuve et de ses affluents.
L'Erne baigne la ville d'Enniskillen, qui est bâtie sur une île du fleuve, entre les Lough Erne supérieur et inférieur.

## Origine du nom
Le nom du fleuve dérive de celui d'une princesse mythique, Éirne.

## Faune
Des usines hydroélectriques construites à Cliff et à Ballyshannon, entre 1945 et 1950, ont gêné la progression des saumons, et fait considérablement diminuer leur population dans l'Erne. Des gardons y sont apparus en 1963 ; leur population a crû considérablement à partir de 1968, ce qui a eu un effet contraire sur les stocks de truites, qui ont commencé à décliner.
La maîtrise de la pollution de l'eau, à partir de 1987, a permis de rééquilibrer les deux espèces, et maintenant le stock de truites s'est rétabli au détriment de celui des gardons.

## L'Erne dans la culture
La chanson Buachaill Ón Éirne est une ballade traditionnelle irlandaise à propos d'un jeune garçon de la région de l'Erne ; elle a été reprise par plusieurs groupes dont Clannad et The Corrs.